# Valines
Valines je francouzská obec v departementu Somme v regionu Hauts-de-France. V roce 2012 zde žilo 646 obyvatel.

## Sousední obce
Feuquières-en-Vimeu, Franleu, Chépy, Nibas, Ochancourt

## Vývoj počtu obyvatel

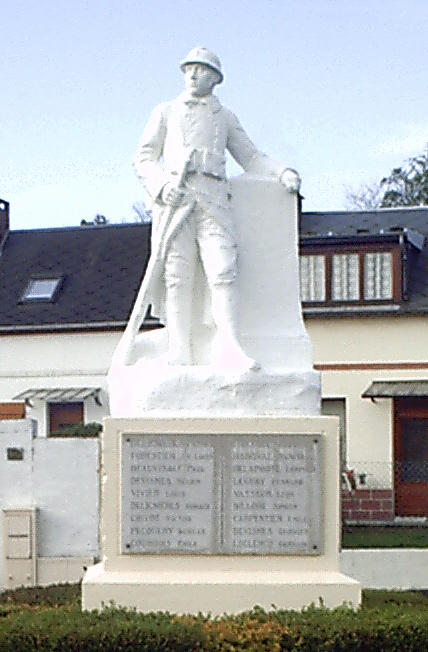

Počet obyvatel